# Патрик Андерсън
Патрик Андерсън (на английски: Patrick Anderson) е американски журналист и писател на произведения в жанра трилър и документален роман.

## Биография и творчество
Патрик Андерсън е роден през 1936 г. в САЩ.
Работил е Белия дом и е писал речите на президента Джими Картър, вицепрезидента Ал Гор, и други. В допълнение на този пост, рецензира книги и пише статии за „Ню Йорк Таймс“, „Буук Ревю“, Атланта Джърнъл-Конститюшън, „Форт Уърт Стар Телеграм“, списание „Ню Йорк Таймс“, „Ескуайър“, „Плейбой“, „Уошингтониън“, и други издания.
През 1969 г. издава първата си документална книга „The presidents' men“. В периода 1976 – 1991 г. е автор на 11 трилъра. През 2007 г. става известен с документалната си книга „The Triumph of the Thriller“, в която описва, съпоставя и рецензира много от съвременните автори на трилъри.
Работи като рецензент на криминалната литература за „Вашингтон Поуст“.

## Произведения

### Самостоятелни романи
- The President's Mistress (1976)
- The Approach to Kings (1977)
- First Family (1978)
- The Senator (1979)
- White House (1980)
- High in America (1981)
- Lords of the Earth (1984)
- Sinister Forces (1986)
- Всички удоволствия, The pleasure business (1989)
- Busybodies (1989)
- Rich as Sin (1991)

### Документалистика
- The presidents' men: White House assistants of Franklin D. Roosevelt, Harry S. Truman, Dwight D. Eisenhower, John F. Kennedy, and Lyndon B. Johnson (1969)
- Actions and passions;: A novel of the 1960's (1974)
- High in America: the true story behind NORML and the politics of marijuana (1981)
- Electing Jimmy Carter: The Campaign of 1976 (1994)
- The Triumph of the Thriller: How Cops, Crooks, and Cannibals Captured Popular Fiction (2007)
- So Much Wasted: Hunger, Performance, and the Morbidity of Resistance (2009)